# 美少年シリーズ
「美少年シリーズ」（びしょうねんシリーズ）は、西尾維新による日本の小説のシリーズ作品。イラストはキナコが担当している。講談社タイガ（講談社）より、2015年10月から2021年5月まで全12巻が刊行された。
主人公の瞳島眉美がとある事件で関わった「美少年探偵団」の5人と共に、様々な事件を美しく解決する青春ミステリー。元々は「忘却探偵シリーズ」の登場団体として想定されていたが、西尾維新が設定を練る内に独立したタイトルとして成立すると判断し出版に至った。
メディアミックスとして、『美少年探偵団』（びしょうねんたんていだん）のタイトルで漫画化およびアニメ化、舞台化がなされている。また同作者の「〈物語〉シリーズ」とのコラボ小説として、『混物語 第眼話 まゆみレッドアイ』が存在する。

## 美少年探偵団
美少年探偵団団則
一、美しくあること
ニ、少年であること
三、探偵であること
四、団(チーム)であること
指輪学園中等部で秘密裏に活動する、非公式かつ非営利組織。校内のトラブル全般を解決する。
使用されていない美術室を事務所としており、その内装は学園内とは思えないほど美しく改装されている。飾られた美術品のほとんどは、ソーサクによるレプリカである。

## 登場人物
声の項はテレビアニメ版の声優。演の項は舞台版の俳優。
所々小説12巻までのネタバレあり。

### 美少年探偵団団員
瞳島 眉美（どうじま まゆみ）
声 - 坂本真綾 / 演 - 齋藤かなこ
本作の主人公。語り部。女性。誕生日は10/10。私立指輪学園中等部2年B組。『D坂の美少年』で生徒会長となる。
10年来探し続けた星に関わる事件で美少年探偵団と関わった。事件の解決以降、男装し「美少年探偵団」に押し掛けており『屋根裏の美少年』から正規メンバーとなっている。良すぎる視力を持ち、普段はそれを抑えるメガネをかけている。通称「美観のマユミ」。
〈物語〉シリーズとのコラボ小説『混物語』にも登場。学の指示で北白蛇神社を訪ね、天体観測を行っていた。
双頭院 学（そうとういん まなぶ）
声 - 村瀬歩 / 演 - 初演 阿久津仁愛 ・続編 富本惣昭
私立指輪学園初等部5年A組。誕生日は5/14。愛称は小五郎（小学5年生→小五）。美少年探偵団の団長。通称「美学のマナブ」。眉美からは「リーダー」、他の団員からは「団長」と呼ばれる。
自ら学がないと言い切る程の馬鹿で空気を読まず明るく尊大に振る舞うが、常に美しさを求め、美学に反することは行わない。基本、命令するだけで何もしないことが多いものの、団員達からはリーダーと認められている。 高等部には兄がいる。
咲口 長広（さきぐち ながひろ）
声 - 坂泰斗 / 演 - 立花裕大
私立指輪学園中等部3年A組。誕生日は12/21。前生徒会長。美少年探偵団の副団長。通称「美声のナガヒロ」。眉美からは『押絵と旅する美少年』で「咲口先輩」の呼び方を満から指摘されて以来「先輩くん」と呼ばれる。
小学1年生の婚約者がいるため、ロリコンと揶揄されているが本人は否定している。本人いわく「ロリコンではありません。親が勝手に決めた婚約者が、たまたま六歳というだけのことです」。入学時の新入生代表スピーチがきっかけで、3年連続で生徒会長を務めている。自他共に認める美声の持ち主で、演説はもちろん、声帯模写も得意。探偵団の渉外係。物腰柔らかな優等生。
袋井 満（ふくろい みちる）
声 - 増田俊樹 / 演 - 永田聖一朗
私立指輪学園中等部2年A組。誕生日は8/28。通称「美食のミチル」。眉美からは「不良くん」と呼ばれる。
『絶対に関わってはいけない生徒ランキング』ダントツの危険人物で、校外でも番長として知られる不良少年だが、仲間思いで家庭的な一面もある。
『美食』がしめす通り料理の腕前はピカイチで、味に慣れていない者が食べるとあまりの美味しさ故に感激して吐き出してしまう。満作の紅茶を飲むと、普通の紅茶が泥水に思えてくる。風刺を交えた比喩を多用する癖を持つ。
足利 飆太（あしかが ひょうた）
声 - 矢野奨吾 / 演 - 持田悠生
私立指輪学園中等部1年A組。誕生日は書面上では4/2。陸上部のエース。通称「美脚のヒョータ」。眉美からは「生足くん」と呼ばれる。
ショートパンツのように改造された制服を着ている。そんな制服を着て入学して以来、それを見た女子は全員スカートを短くするのをやめて黒ストッキングを履くようになった。顔立ちも整っており、天使を取りまとめる天使長のようだと揶揄されている。
冬でも足を露出させるこだわりを持つ。探偵団の体力班・機動係。 可愛い容姿とは裏腹に、助平な行動や危ない発言が多い。裸婦画大好き。過去に三回誘拐された経験あり。両親が離婚している。
指輪 創作（ゆびわ そうさく）
声 - 佐藤元 / 演 - 北川尚弥
私立指輪学園中等部1年A組。誕生日は6/16。通称「美術のソーサク」。眉美からは「天才児くん」と呼ばれる。
指輪学園の経営団体である指輪財団の後継者。指輪財団の事実上の理事長。経済的な才能と、芸術的才能を併せ持つ天才児。探偵団の美術班。無表情で口数も少ないが、学だけは彼の考えを読み取ることが出来る。 基本的に一冊で二回しか発言しない。（美少年蜥蜴[影編]除く）ただ一人眉美のことを「まゆ」と呼んでいる。 眉美をヌードモデルとして絵画を描いており、実家に保管していた所さる有名な絵画と間違われ美術館に展示された経緯がある。

### その他の登場人物
麗（れい）
声 - 七海ひろき / 演 - 立道梨緒奈
非合法の運び屋集団「トゥエンティーズ」のリーダー。「麗人二十面相」と。
善人ではないが仲間思いな美女。
札槻 嘘（ふだつき らい）
声 - 鳥海浩輔 / 演 - 廣野凌大
髪飾中学校二年生。生徒会長。カリスマ性を持つ野心家。
カジノ「リーズナブルダウト」を経営する（学により閉鎖された）。民間兵器会社と関わりを持ち、製品のレポートを行っている。『チンピラ別嬪隊』と呼ばれるチームを組んでおり、眉美をスカウトしたが断られている。
野良間 杯（のらま さかずき）
財閥グループ「キャメル」の一族の一人。自らパトロンとなり、こわ子に野良間島をプレゼントした。
永久井 こわ子（とわい こわこ）
声 - 佐藤利奈 / 演 - 小林由佳
指輪学園の元教師。指輪財団の追っ手から身を隠すため、野良間島と呼ばれる人工島に身を隠し芸術活動を行っている。美少年探偵団が野良間島を訪れた後、完全に失踪する。
川池 湖滝（かわいけ こだき）
声 - 安済知佳 / 演 - 神越将
私立指輪学園初等部一年生。長広の婚約者。最終的には長広と結婚している。人形のような整った容姿と落ち着いた立ち振る舞いとは裏腹に非常に口が悪く、眉美が意図せず通行の邪魔をしてしまったことに対して「どけや貧困層」・「下賤の民」などと暴言を吐き、眉美に恐怖を抱かせている。美少年探偵団のメンバーからは悪魔と恐れられているが、眉美とは美術館のチケットを譲るような友人関係を築いている。かつて学を階段から突き落としたと思われているが、本人の気配を消して近づける特性により学が驚いて階段から転落した、と学は言っている。
掟上 今日子（おきてがみ きょうこ）
眉美が美術館で出会った白髪頭に眼鏡の女性。
西尾維新の別作品「忘却探偵シリーズ」の主人公。
双頭院 踊（そうとういん おどる）
声 - 石田彰
私立指輪学園高等部ニ年生。通称「美談のオドル」。中等部の元生徒会長。美少年探偵団の創設者で、マナブの実兄。「伝説の生徒会長」と呼ばれたスピーチの名手。
沃野 禁止郎（よくや きんしろう）
声 - 鈴木崚汰
生徒会選挙で立候補した生徒。その正体は胎教委員会により指輪学園を内部から崩壊させるべく送り込まれた刺客。D坂で長縄を轢き事故を起こした犯人であり、その後眉美をも轢いた過去を持つ。私立アーチェーリー女学院には目口 じびか（めぐち じびか） として潜入する。髪飾中学校の生徒会選挙や、他の全国の中学校にも出馬していた。五重塔学園の教頭先生も務める。 宇宙飛行士の夢を叶えた眉美の補佐を務め、共に宇宙へと旅立った。
長縄 和菜（ながなわ わな）
声 - 黒沢ともよ
2年A組。生徒会副会長。通称「雪女」。長広の意思をついで生徒会選挙に出馬したが、D坂で事故に遭い出馬を取り消すことになる。怪我が治ったあとは眉美をサポートするべく動く。美少年探偵団の存在を見つけ出そうとするも眉美の機転により回避させられる。成績優秀だがバッハの肖像画を見てゴッホと間違える。コスプレの趣味があり、男装をしている眉美にはこの秘密を共有し趣味を楽しめる友人として接している。
加賀屋 綺羅輝（かがや きらき）
アーチェリー女学院の生徒会長。本名は川池 瀑布（かわいけ ばくふ） 。胎教委員会主催の映画祭では『裸の女王蜂』を撮影。禁止郎に影響され、『Ｍ計画』と称して女子生徒のヌード写真を掲示しようとする。
本来の苗字から湖滝と関係性があると思われるが、作中で明かされることはなかった。
水松木 知婆（みるき しるば）
アーチェリー女学院の生徒会副会長。本名は鈴鹿 銀香（すずか ぎんか）。僕っ子。『Ｍ計画』に反対している生徒の一人。
七夕 七星（たなばた しちせい）
アーチェリー女学院の生徒会書記。本名は美作 まさか（みまさか まさか）。アーチェリー女学院に潜入した眉美のルームメイト。
美作 美作（みまさか びさく）
胎教委員会不名誉会長かつ五重塔学園の校長先生。美作まさかの祖父。
大紬 麦（おおつむぎ むぎ）
指輪学園一年B組生徒。行方不明になった祖父を探してほしいと美少年探偵団に依頼。
アニメ版では生徒会長選挙の立候補者として出馬。このときの学年と組が「二年A組」となっていた。
大紬 海兵（おおつむぎ かいへい）
建築家。万国密室博覧会において『ショートケーキ館』というオリジナルの密室を作製。その後、「私は密室の中の密室で死にたい」と言い残し、失踪。

## 作品一覧

### 小説
各巻のタイトルは江戸川乱歩の作品から取られている。
| 巻数 | タイトル                                | 初版発行日付   | ISBN              |
| ---- | --------------------------------------- | -------------- | ----------------- |
| 1    | 美少年探偵団 きみだけに光かがやく暗黒星 | 2015年10月20日 | 978-4-06-294001-6 |
| 2    | ぺてん師と空気男と美少年                | 2015年12月18日 | 978-4-06-294011-5 |
| 3    | 屋根裏の美少年                          | 2016年3月18日  | 978-4-06-294023-8 |
| 4    | 押絵と旅する美少年                      | 2016年9月20日  | 978-4-06-294047-4 |
| 5    | パノラマ島美談                          | 2016年10月18日 | 978-4-06-294049-8 |
| 6    | D坂の美少年                             | 2017年3月21日  | 978-4-06-294065-8 |
| 7    | 美少年椅子                              | 2017年10月20日 | 978-4-06-294095-5 |
| 8    | 緑衣の美少年                            | 2018年5月23日  | 978-4-06-294122-8 |
| 9    | 美少年M                                 | 2018年10月24日 | 978-4-06-513306-4 |
| 10   | 美少年蜥蜴【光編】                      | 2019年11月22日 | 978-4-06-517422-7 |
| 11   | 美少年蜥蜴【影編】                      | 2019年12月20日 | 978-4-06-518009-9 |
| 12   | モルグ街の美少年                        | 2021年5月14日  | 978-4-06-523389-4 |

### 漫画
『ARIA』2016年6月号から2018年6月号まで連載され、同誌の休刊後は『少年マガジンエッジ』に移籍して2018年11月号から2019年8月号まで連載された。全5巻。
| 巻数 | 初版発行日付 | ISBN              |
| ---- | ------------ | ----------------- |
| 1    | 2016年9月7日 | 978-4-06-380874-2 |
| 2    | 2017年2月7日 | 978-4-06-380905-3 |
| 3    | 2017年8月7日 | 978-4-06-380941-1 |
| 4    | 2018年6月7日 | 978-4-06-511826-9 |
| 5    | 2019年9月6日 | 978-4-06-517028-1 |

## テレビアニメ
『美少年探偵団』のタイトルで、2021年4月から6月まで朝日放送テレビ・テレビ朝日系列『ANiMAZiNG!!!』枠ほかにて放送された。

### スタッフ（テレビアニメ）
- 原作 - 西尾維新[2]
- 総監督 - 新房昭之[2]
- 監督 - 大谷肇[2]
- 副監督 - 岡田堅二朗[2]
- シリーズ構成 - 東冨耶子、新房昭之
- 脚本 - 木澤行人
- キャラクター原案 - キナコ[2]
- アニメーションキャラクターデザイン - 山村洋貴[2]
- 総作画監督 - 山村洋貴、高野晃久、崎本さゆり
- メインアニメーター - 関口渚、小森良、渋谷勤
- 美術監督 - 細井友保[2]
- 美術設定 - 名倉靖博、大原盛仁
- 色彩設計 - 渡辺康子（英語版）[2]
- 撮影監督 - 会津孝幸[2]
- 3DCGディレクター - 上松妃香里
- 編集 - 松原理恵[2]
- 音響監督 - 亀山俊樹[2]
- 音楽 - 太田雅友、EFFY[2]
- 音楽プロデューサー - 山内真治
- 音楽制作 - アニプレックス
- プロデューサー - 石川達也、草野典彦、伊藤洋平
- アニメーションプロデューサー - 安田孝一
- アニメーション制作 - シャフト[2]
- 製作 - 「美少年探偵団」製作委員会

### 主題歌
「Shake & Shake」
sumikaによるオープニングテーマ。作詞・作曲は片岡健太、編曲は宮田“レフティ”リョウ、sumika。
「Beautiful Reasoning」
双頭院学（村瀬歩）、咲口長広（坂泰斗）、袋井満（増田俊樹）、足利飆太（矢野奨吾）、指輪創作（佐藤元）ら「美少年探偵団」によるエンディングテーマ。作詞はRUCCA、作曲・編曲は太田雅友。
「Welcoming Days」
「美少年探偵団」によるもう一つのエンディングテーマ。各ストーリーの結末回で使用されている。
作詞はRUCCA、作曲は太田雅友と光増ハジメ、編曲は太田雅友とEFFYと光増ハジメ。

### 各話リスト
| 話数   | サブタイトル                     | 絵コンテ          | 演出              | 作画監督                                                                                  | 初放送日       |
| ------ | -------------------------------- | ----------------- | ----------------- | ----------------------------------------------------------------------------------------- | -------------- |
| 第1話  | きみだけに光かがやく暗黒星 その1 | 大谷肇            | 岡田堅二朗        | 浅井昭人 一ノ瀬結梨 和田賢人 鮫島寿志                                                     | 2021年 4月11日 |
| 第2話  | きみだけに光かがやく暗黒星 その2 | 大谷肇            | 安井貴司          | 清水勝祐 細田沙織 綾部美穂 阿部智之 鈴木美音織                                            | 4月18日        |
| 第3話  | きみだけに光かがやく暗黒星 その3 | 大谷肇            | 浅見隆司 藤田星平 | 浅井昭人 和田賢人 鮫島寿志 清水勝祐 綾部美穂 関口渚 細田沙織                              | 4月25日        |
| 第4話  | ぺてん師と空気男と美少年 その1   | 岡田堅二朗        | 徳野雄士          | 清水勝祐 細田沙織 綾部美穂 浅井昭人 和田賢人 関口渚 鮫島寿志                              | 5月2日         |
| 第5話  | ぺてん師と空気男と美少年 その2   | 大石美絵          | 渋田直彰          | 秋葉徹 宮井加奈 佐藤隼也 宮嶋仁志 武藤信宏                                                | 5月9日         |
| 第6話  | 屋根裏の美少年 その1             | 川畑喬            | 藤田星平          | 浅井昭人 清水勝祐 鮫島寿志 綾部美穂 和田賢人 関口渚 横田拓己                              | 5月16日        |
| 第7話  | 屋根裏の美少年 その2             | 川畑喬            | 徳野雄士          | 細田沙織 清水勝祐 関口渚 一ノ瀬結梨 和田賢人 浅井昭人 河島久美子 綾部美穂                 | 5月23日        |
| 第8話  | 押絵と旅する美少年 その1         | 岡田堅二朗        | 岡田堅二朗        | 関口渚 浅井昭人 清水勝祐 鮫島寿志 綾部美穂 一ノ瀬結梨 河島久美子                          | 5月30日        |
| 第9話  | 押絵と旅する美少年 その2         | 大石美絵          | 安井貴司          | 細田沙織 清水勝祐 和田賢人 一ノ瀬結梨 河島久美子 関口渚 綾部美穂 浅井昭人 林弘子 鮫島寿志 | 6月6日         |
| 第10話 | D坂の美少年 その1                | 川畑喬            | 渋田直彰 藤田星平 | 清水勝祐 浅井昭人 綾部美穂 関口渚 林弘子 河島久美子 和田賢人 細田沙織                     | 6月13日        |
| 第11話 | D坂の美少年 その2                | 安井貴司 徳野雄士 | 安井貴司 徳野雄士 | 清水勝祐 関口渚 浅井昭人 綾部美穂 和田賢人 細田沙織 鮫島寿志                              | 6月20日        |
| 第12話 | D坂の美少年 その3                | 大谷肇            | 岡田堅二朗 大谷肇 | 高野晃久 崎本さゆり 伊藤良明 一ノ瀬結梨                                                   | 6月27日        |

### 放送局
| 放送期間                | 放送時間                     | 放送局                                                      | 対象地域                | 備考                               |
| ----------------------- | ---------------------------- | ----------------------------------------------------------- | ----------------------- | ---------------------------------- |
| 2021年4月11日 - 6月27日 | 日曜 2:00 - 2:30（土曜深夜） | 朝日放送テレビ（幹事局）をはじめとする テレビ朝日系列全24局 | 日本国内 （一部を除く） | 『ANiMAZiNG!!!』枠                 |
| 2021年4月15日 - 7月1日  | 木曜 21:00 - 21:30           | AT-X                                                        | 日本全域                | CS放送 / 字幕放送 リピート放送あり |

| 配信開始日    | 配信時間                     | 配信サイト |
| ------------- | ---------------------------- | --- |
| 2021年4月11日 | 日曜 2:00 - 2:30（土曜深夜） | ABEMA |
| 2021年4月13日 | 火曜 12:00 更新              | U-NEXT アニメ放題 dアニメストア （本店・for Prime Video） GYAO! Amazonプライム・ビデオ ひかりTV バンダイチャンネル Hulu TELASA J:COMオンデマンド FOD ニコニコチャンネル TSUTAYA TV Video Market DMM.com music.jp |
|               | 火曜 23:30 - 水曜 0:00       | ニコニコ生放送 |

| 朝日放送テレビ・テレビ朝日系列 ANiMAZiNG!!! | 朝日放送テレビ・テレビ朝日系列 ANiMAZiNG!!! | 朝日放送テレビ・テレビ朝日系列 ANiMAZiNG!!! |
| 前番組                                      | 番組名                                      | 次番組                                      |
| ------------------------------------------- | ------------------------------------------- | ------------------------------------------- |
| SK∞ エスケーエイト                          | 美少年探偵団                                | ジャヒー様はくじけない!                     |

### BD / DVD
| 巻 | 発売日         | 収録話          | 規格品番       | 規格品番       |
| 巻 | 発売日         | 収録話          | BD             | DVD            |
| -- | -------------- | --------------- | -------------- | -------------- |
| 1  | 2021年7月28日  | 第1話 - 第3話   | ANZX-13791/2   | ANZB-13791/2   |
| 2  | 2021年8月25日  | 第4話 - 第5話   | ANZX-13793/4   | ANZB-13793/4   |
| 3  | 2021年9月29日  | 第6話 - 第7話   | ANZX-13795/6   | ANZB-13795/6   |
| 4  | 2021年10月27日 | 第8話 - 第9話   | ANZX-13797/8   | ANZB-13797/8   |
| 5  | 2021年11月24日 | 第10話 - 第12話 | ANZX-13799/800 | ANZB-13799/800 |

## 舞台
迷宮歌劇「美少年探偵団」のタイトルで、2021年12月31日から2022年1月10日まで、天王洲 銀河劇場で上演された。
迷宮歌劇「続・美少年探偵団」のタイトルで、2025年3月3日から9日まで、天王洲 銀河劇場で、3月14日から16日まで、サンケイホールブリーゼで上演された.

### キャスト（舞台）
アンサンブル（初演）
- 大田志歩
- 篠尾佳介
- 西原健太
- 橋本有一郎
- 藤村リュウト
- 森本さくら
- 柳田英理
- 渡邉南

アンサンブル（続）
- 瓦谷龍之
- Shunta Tanase
- Taichi
- Takuya
- HIRUMA
- Hachi
- 馬場礼可
- 宮下幸生

### スタッフ（舞台）
- 原作 - 西尾維新[3][14]
- キャラクター原案 - キナコ[3][14]
- 演出 - 三浦香[3][14]
- 脚本 - 畑雅文[3][14]
- 音楽 - TAKA[3][14]
- 主催 - 迷宮歌劇「美少年探偵団」製作委員会[3]